# Ciało (matematyka)

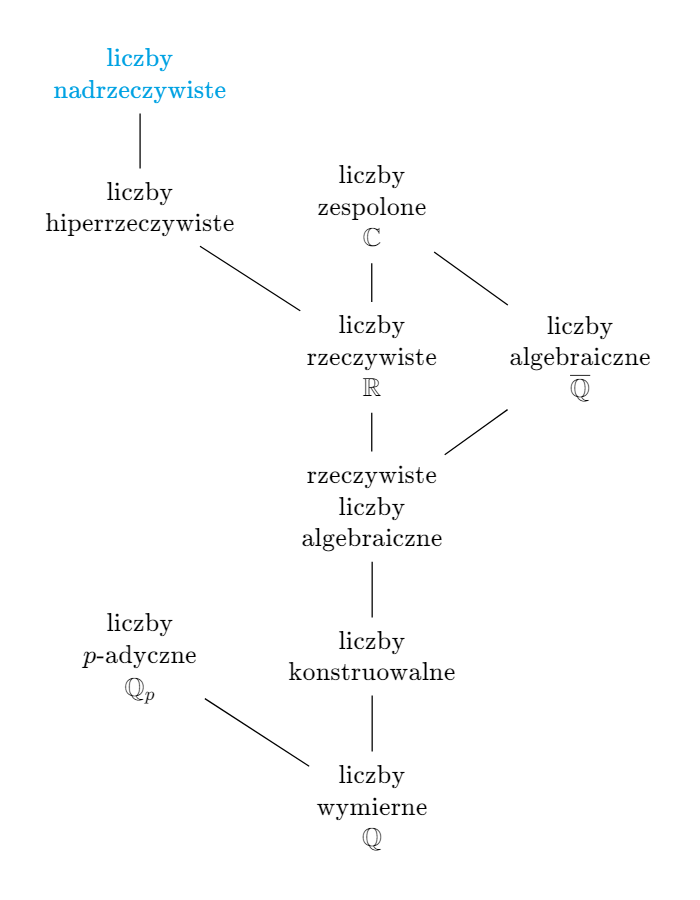
Diagram Hassego przedstawiający podstawowe ciała liczbowe. Liczby nadrzeczywiste zaznaczono innym kolorem, ponieważ jako klasa właściwa spełniają tylko niestandardową, poszerzoną definicję ciała.

Ciało – typ struktury algebraicznej z dwoma działaniami; definiowany na kilka równoważnych sposobów, np. jako:
- przemienny pierścień z dzieleniem;
- dziedzina całkowitości z odwracalnością elementów.

Inne definicje podano niżej. Ciała formalizują własności algebraiczne liczb wymiernych czy rzeczywistych znanych od starożytności, jednak samodzielna teoria ciał pojawiła się w XIX wieku. Pomogła rozwiązać takie problemy jak:
- rozwiązalność równań wielomianowych (jednej zmiennej) przez pierwiastniki (działania obowiązujące w ciałach i wyciąganie pierwiastków); zajmuje się tym teoria Galois badająca ciała przez ich grupy automorfizmów;
- wykonalność pewnych konstrukcji klasycznych (konstrukcji geometrycznych, w których dozwolone jest korzystanie z wyidealizowanych cyrkla i linijki).

Oprócz tego pojęcie ciała pojawia się w ogólnej definicji przestrzeni liniowej; przez to ciała definiują najogólniejsze pojęcia skalara.

## Definicja

### Aksjomaty
Ciało {\displaystyle K} to struktura {\displaystyle (K,+,\cdot ,0,1)} z działaniami {\displaystyle +} i {\displaystyle \cdot } – nazywanymi odpowiednio dodawaniem i mnożeniem – o kilku własnościach:
- oba działania są łączne, przemienne i mają elementy neutralne;
- każdy element ma swój element odwrotny względem dodawania, a każdy element niezerowy – także element odwrotny względem mnożenia;
- mnożenie jest rozdzielne względem dodawania.

Element neutralny dodawania oznacza się przez 0, a element neutralny mnożenia oznacza się przez 1 i nazywa jedynką lub jednością. Czasem zakłada się, że 0 ≠ 1, czyli że ciało ma co najmniej dwa elementy.
Formalnie zapisuje się to przez 9 aksjomatów – cztery z nich dotyczą samego dodawania, cztery samego mnożenia, a jeden związku między nimi:
| 1. | {\displaystyle \forall {a,b,c\in K}{:}}                              | {\displaystyle a+(b+c)=(a+b)+c}                     | (łączność dodawania)                       |
| 2. | {\displaystyle \forall {a,b\in K}{:}}                                | {\displaystyle a+b=b+a}                             | (przemienność dodawania)                   |
| 3. | {\displaystyle \forall {a\in K}{:}}                                  | {\displaystyle a+0=a}                               | (istnienie zera)                           |
| 4. | {\displaystyle \forall {a\in K}\ \exists {b\in K}{:}}                | {\displaystyle a+b=0}                               | (możliwość odejmowania)                    |
| 5. | {\displaystyle \forall {a,b,c\in K}{:}}                              | {\displaystyle a\cdot (b\cdot c)=(a\cdot b)\cdot c} | (łączność mnożenia)                        |
| 6. | {\displaystyle \forall {a,b\in K}{:}}                                | {\displaystyle a\cdot b=b\cdot a}                   | (przemienność mnożenia)                    |
| 7. | {\displaystyle \forall {a\in K}{:}}                                  | {\displaystyle a\cdot 1=a}                          | (istnienie jedynki)                        |
| 8. | {\displaystyle \forall {a\in K\setminus \{0\}}\ \exists {b\in K}{:}} | {\displaystyle a\cdot b=1}                          | (możliwość dzielenia)                      |
| 9. | {\displaystyle \forall {a,b,c\in K}{:}}                              | {\displaystyle a\cdot (b+c)=(a\cdot b)+(a\cdot c)}  | (rozdzielność mnożenia względem dodawania) |

Mówiąc krótko, ciałem nazywa się:
- pierścień przemienny z jedynką, w którym każdy niezerowy element jest odwracalny;[4]
- grupę przemienną oznaczaną addytywnie, która po usunięciu zera tworzy grupę przemienną z innym działaniem (mnożeniem), rozdzielnym względem dodawania[2].

Aksjomat rozdzielności mnożenia względem dodawania pozwala rozróżniać działania mnożenia i dodawania – nie ma rozdzielności w „drugą stronę”. Dlatego wyrażenia postaci {\displaystyle (a\cdot b)+c} można zapisać prościej jako {\displaystyle a\cdot b+c.} Oznacza to, że mnożenie wiąże argumenty silniej niż dodawanie.

### Rozbieżności nazewnicze
W literaturze rosyjskiej i francuskiej ciała określa się terminami, które można dosłownie przetłumaczyć jako pole (ros. поле, trb. pole) lub ciało przemienne (fr. corps commutatif). Ogólne pierścienie z dzieleniem – niewymagające przemienności mnożenia – określa się słowami, które w innych kontekstach tłumaczy się jako ciało: ros. тело (trb. tieło), fr. corps.
Pojęcie ciała jako struktury nieprzemiennej można także spotkać w niektórych tłumaczeniach książek naukowych na język polski. Można wtedy mówić na przykład o ciele kwaternionów. Rosjanie twierdzenie Wedderburna wypowiadają prosto: Każde ciało skończone jest polem.

## Przykłady

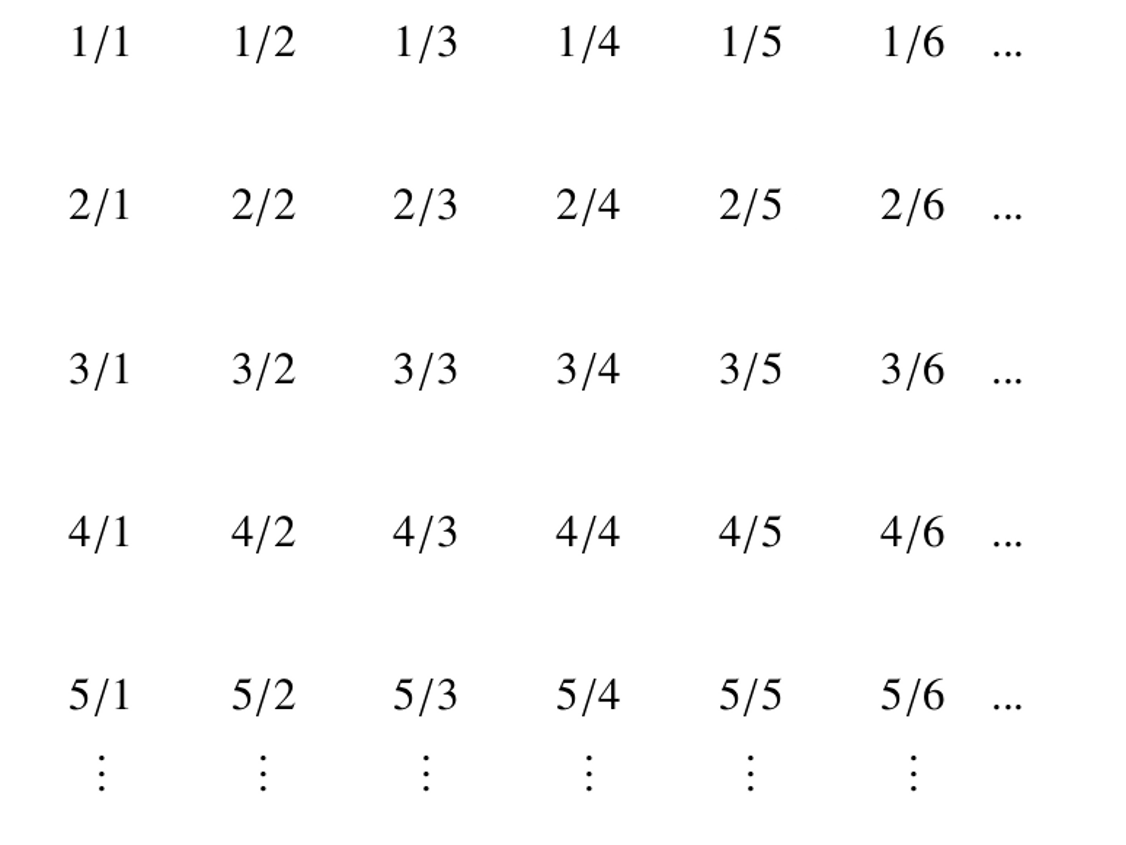
Liczby wymierne to przykład ciała przeliczalnego uporządkowanego liniowo.

Prosta rzeczywista – geometryczne przedstawienie ciała liczb rzeczywistych

Siedmiokąt foremny nie jest możliwy do narysowania przez konstrukcje klasyczne, o czym mówi twierdzenie Gaussa-Wantzela. Jest tak, ponieważ współrzędne jego wierzchołków nie należą do ciała liczb konstruowalnych.

Liczby zespolone to inny przykład ciała. Zasadnicze twierdzenie algebry mówi, że jest to ciało algebraicznie domknięte.

Płaszczyzna Fana to przykład struktury geometrycznej zbudowanej na ciele skończonym, konkretniej dwuelementowym.

Ciałami są między innymi niektóre rodzaje liczb:
- liczby wymierne;
- ich niektóre rozszerzenia: liczby konstruowalne, algebraiczne, rzeczywiste i p-adyczne {\displaystyle \mathbb {Q} _{p};}
- niektóre rozszerzenia liczb rzeczywistych jak liczby zespolone czy hiperrzeczywiste.

Oprócz tego:
- funkcje wymierne o współczynnikach z dowolnego ciała również są ciałem;
- istnieją ciała skończone jak ciało Zp.

Ciało funkcji wymiernych {\displaystyle \mathbb {Z} _{p}(t)} wyróżnia się nieskończoną mocą przy dodatniej charakterystyce.
Algebraiczne własności ciała mają też liczby nadrzeczywiste, jednak nie tworzą one zbioru – są klasą właściwą.

## Dzieje pojęcia
Pojęcia ciała – bez nadawania mu nazwy – używał Évariste Galois, który sklasyfikował ciała skończone. Później Bernhard Riemann w 1857 badał ciała funkcji meromorficznych. Richard Dedekind podał formalną definicję ciała pod nazwą dziedzina wymierności.
Nazwa ciało (niem. Körper) pojawiła się po raz pierwszy w Teorii liczb Dirichleta, oznaczając zespół, poczet albo ucieleśnienie elementów powstających z operacji wymiernych (dodawanie, odejmowanie, mnożenie, dzielenie). Problem pierwszeństwa jest skomplikowany: Dedekind był uczniem Dirichleta, napisał Suplementy do jego wykładów; w XI Suplemencie (IV wydanie, Brunszwik 1894) używana jest nazwa ciało.
Angielscy matematycy używali krótko łacińskiego odpowiednika corpus, zaś francuscy matematycy używają do dziś pokrewnego corps (ozn. ciało). Używane teraz w języku angielskim słowo field (dosł. pole) wprowadzili zapewne amerykańscy algebraicy, którzy początkowo używali również nazwy realm (dosł. dziedzina, królestwo).

## Własności
- Z definicji ciała wynika, że nie zawiera ono właściwych dzielników zera. Innymi słowy jest ono dziedziną całkowitości.
- W ciele są dokładnie dwa ideały: ideał zerowy {\displaystyle \{0\}} i całe ciało {\displaystyle K.} Jeżeli bowiem ideał ciała nie jest zerowy, to zawiera element odwracalny względem mnożenia, a więc jest równy {\displaystyle K.}
- Ciała skończone można sklasyfikować: każde z nich ma {\displaystyle p^{n}} elementów, gdzie {\displaystyle p} jest pewną liczbą pierwszą, a {\displaystyle n} jest liczbą naturalną. Co więcej, ciała skończone o tej samej liczbie elementów są izomorficzne, czyli z punktu widzenia algebry mogą być uważane za jednakowe.

## Podciała i rozszerzenia
Podciałem ciała {\displaystyle K} nazywa się taki podzbiór {\displaystyle L} ciała {\displaystyle K,} który sam jest ciałem (ze względu na działania dziedziczone z {\displaystyle K}). Dowolny homomorfizm ciał {\displaystyle \varphi \colon M\to N} jest zanurzeniem, gdyż
{\displaystyle 1_{N}=\varphi (1_{M})=\varphi (xx^{-1})=\varphi (x)\varphi (x^{-1})=\varphi (x)\varphi (x)^{-1},}
a więc {\displaystyle \varphi (x)\neq 0} dla każdego {\displaystyle x\in M.}
Dla każdego ciała {\displaystyle K} zawsze istnieje homomorfizm pierścieni {\displaystyle \phi \colon \mathbb {Z} \to K;} jeżeli {\displaystyle \phi } jest zanurzeniem, to najmniejsze podciało ciała {\displaystyle K} zawierające pierścień {\displaystyle \phi (\mathbb {Z} )} jest izomorficzne z {\displaystyle \mathbb {Q} ,} a o {\displaystyle K} mówi się, że jest charakterystyki zero; w przeciwnym wypadku istnieje najmniejsza liczba naturalna {\displaystyle p} taka, że {\displaystyle \phi (p)=0} i jest ona liczbą pierwszą; wówczas pierścień {\displaystyle \phi (\mathbb {Z} )} jest izomorficzny z ciałem reszt {\displaystyle \mathbb {Z} _{p}} i mówi się, że {\displaystyle K} ma charakterystykę równą {\displaystyle p.}
Jeżeli {\displaystyle L} jest podciałem ciała {\displaystyle K,} to ciało {\displaystyle K} nazywa się wtedy rozszerzeniem ciała {\displaystyle L} i tę relację między ciałami oznacza się {\displaystyle K/L.} Charakterystyka {\displaystyle K} jest równa charakterystyce {\displaystyle L} i {\displaystyle K} jest przestrzenią liniową nad {\displaystyle L.} Stopniem {\displaystyle [K:L]} rozszerzenia {\displaystyle K/L} nazywa się wymiar tej przestrzeni liniowej. Rozszerzenie {\displaystyle K/L} nazywa się rozszerzeniem skończonym, gdy jego stopień jest skończony, i rozszerzeniem nieskończonym, gdy jego stopień jest nieskończony.
Część wspólna dowolnej rodziny podciał ciała {\displaystyle K} jest jego podciałem; w szczególności dla każdego podzbioru {\displaystyle A\subset K} istnieje najmniejsze podciało ciała {\displaystyle K.} Jeśli {\displaystyle L} jest podciałem ciała {\displaystyle K,} a {\displaystyle A} – podzbiorem, to najmniejsze podciało ciała {\displaystyle K} zawierające {\displaystyle L} i {\displaystyle A} oznacza się {\displaystyle L(A).}
Część wspólna wszystkich podciał ciała {\displaystyle K} nazywana jest podciałem prostym ciała {\displaystyle K.} Podciało proste jest ciałem prostym.

## Konstrukcje
- Ciało ułamków pierścienia całkowitego.
- {\displaystyle I\subset R} jest ideałem maksymalnym pierścienia {\displaystyle R,} wtedy i tylko wtedy, gdy pierścień ilorazowy {\displaystyle R/I} jest ciałem.
- Rozszerzenie {\displaystyle K(a)} ciała {\displaystyle K} o pierwiastek wielomianu nierozkładalnego {\displaystyle f(X)\in K[X]} to pierścień ilorazowy {\displaystyle K[X]/(f(X)).}
- Rozszerzenie {\displaystyle K(t)} ciała {\displaystyle K} o element przestępny {\displaystyle t} (ciało funkcji wymiernych zmiennej {\displaystyle t} nad ciałem {\displaystyle K}) to ciało ułamków pierścienia wielomianów {\displaystyle K[t].}
- Jeśli ciało {\displaystyle K} jest podciałem ciała {\displaystyle L,} natomiast {\displaystyle A} jest podzbiorem {\displaystyle L,} to istnieje najmniejsze podciało {\displaystyle K(A)} ciała {\displaystyle L} zawierające {\displaystyle K} i {\displaystyle A;} jest ono częścią wspólną wszystkich podciał ciała {\displaystyle L} zawierających {\displaystyle K} i {\displaystyle L.} Każdy jego element jest ilorazem sum iloczynów element ciała {\displaystyle K} razy iloczyn elementów zbioru {\displaystyle A.}
- Ultraprodukt ciał jest ciałem.

## Literatura dodatkowa
- Jerzy Browkin, Teoria ciał, Państwowe Wydawnictwo Naukowe, Warszawa 1977.